# Hilarión Osorio
Hilarión Osorio (Luque, 21 ottobre 1928 – 1990) è stato un calciatore paraguaiano, di ruolo attaccante.

## Carriera
Prese parte con la Nazionale paraguaiana ai Mondiali del 1950 ed al Campionato Sudamericano del 1956.